# Alijja (Hama)
Alijja (arab. علية) – wieś w Syrii, w muhafazie Hama. W 2004 roku liczyła 518 mieszkańców.